# Jason McCartney (ciclista)
Jason McCartney (Honolulu, Hawái, Estados Unidos, 3 de septiembre de 1973) es un ciclista estadounidense.
Debutó como profesional en el año 1999 en las filas del equipo Nutra Fig.
Su principal victoria como profesional fue la victoria de etapa conseguida en la Vuelta a España de 2007. En 2009 se proclamó campeón de la montaña del Tour de California.

## Palmarés
2003
- 3.º en el Campeonato de Estados Unidos Contrarreloj

2004
- 1 etapa del Tour de Georgia

2006
- 3.º en el Campeonato de Estados Unidos Contrarreloj

2007
- 1 etapa de la Vuelta a España

2012
- 1 etapa de la Vuelta a Portugal

## Resultados en Grandes Vueltas y Campeonatos del Mundo
| Carrera              | Carrera              | 1999 | 2000 | 2001 | 2002 | 2003 | 2004 | 2005  | 2006  | 2007 | 2008 | 2009 | 2010 | 2011 | 2012 | 2013 |
| -------------------- | -------------------- | ---- | ---- | ---- | ---- | ---- | ---- | ----- | ----- | ---- | ---- | ---- | ---- | ---- | ---- | ---- |
|                      | Giro de Italia       | —    | —    | —    | —    | —    | —    | 138.º | 135.º | —    | 95.º | 63.º | —    | —    | —    | —    |
|                      | Tour de Francia      | —    | —    | —    | —    | —    | —    | —     | —     | —    | —    | —    | —    | —    | —    | —    |
|                      | Vuelta a España      | —    | —    | —    | —    | —    | —    | —     | —     | 76.º | —    | —    | —    | —    | —    | —    |
| Mundial en Ruta      | Mundial en Ruta      | —    | —    | —    | —    | —    | Ab.  | Ab.   | —     | Ab.  | —    | 98.º | Ab.  | —    | —    | —    |
| Mundial Contrarreloj | Mundial Contrarreloj | —    | —    | —    | —    | —    | —    | —     | —     | 20.º | —    | —    | —    | —    | —    | —    |

—: no participa
Ab.: abandono

## Equipos
- Nutra Fig (1999-2000)
- Jelly Belly Cycling Team (2001-2002)
- 7Up-Maxis (2003)
- Health Net presented by Maxxis (2004)
- Discovery Channel (2005-2007)
- CSC/Saxo Bank (2008-2009)
  - Team CSC (2008)
  - Saxo Bank (2009)
- Team RadioShack (2010-2011)
- UnitedHealthcare Pro Cycling Team (2012)
- Bissell Cycling (2013)